# Franz Josef Popp
Franz Josef Popp (Vienna, 14 gennaio 1886 – Stoccarda, 29 luglio 1954) è stato un ingegnere e manager austriaco.
Cofondatore di BMW, ne è stato il primo direttore generale dal 1922 al 1942.

## Biografia
Nato a Vienna si trasferì nel 1901 a Brno, dove ha completato il liceo. Ha continuato gli studi frequentando l'università locale in ingegneria meccanica e elettrica laureandosi nel 1909. Tornato a Vienna è entrato a far parte dell'azienda Viennese AEG come ingegnere elettrico.